# Parallage
Parallage is een geslacht van vlinders van de familie spanners (Geometridae), uit de onderfamilie Ennominae.

## Soorten
- P. diaphanata Maassen, 1890
- P. inconcinna Dognin, 1914
- P. intricata Dognin, 1902
- P. mimica Felder, 1874